# Ralph Boston
Ralph Harold Boston (Laurel, 9 maggio 1939 – Peachtree City, 30 aprile 2023) è stato un lunghista statunitense, campione olimpico ed ex primatista mondiale della specialità.

## Biografia
Studente alla Tennessee State University, Boston colse i suoi primi grandi successi nel 1960: dapprima vinse il titolo nazionale NCAA nel salto in lungo; poi, nell'estate dello stesso anno, migliorò lo storico record mondiale stabilito da Jesse Owens nel 1935; infine fu medaglia d'oro ai Giochi olimpici di Roma.
Negli anni successivi, Boston vinse i campionati nazionali AAU di salto in lungo per sei anni consecutivi, dal 1961 al 1966. Nel 1963, inoltre, fu primatista nazionale del salto triplo.
Nel 1964 fu medaglia d'argento ai Giochi olimpici di Tokyo, battuto sorprendentemente dal britannico Lynn Davies. Vinse altri due campionati nazionali di salto in lungo e, nel 1965, vinse il campionato nazionale AAU indoor sugli ostacoli alti.
Nel 1968, alla sua terza partecipazione olimpica, conquistò la medaglia di bronzo nella gara vinta da Bob Beamon. Poco dopo, all'età di 29 anni, si ritirò dalle competizioni.
Nel corso della sua carriera ha migliorato per 6 volte il record mondiale del salto in lungo, portandolo dalla misura di 8,13 m a quella di 8,35 m.

## Palmarès
| Anno | Manifestazione      | Sede              | Evento         | Risultato | Prestazione | Note            |
| ---- | ------------------- | ----------------- | -------------- | --------- | ----------- | --------------- |
| 1960 | Giochi olimpici     | Roma              | Salto in lungo | Oro       | 8,12 m      | Record olimpico |
| 1963 | Giochi panamericani | San Paolo         | Salto in lungo | Oro       | 8,11 m      |                 |
| 1964 | Giochi olimpici     | Tokyo             | Salto in lungo | Argento   | 8,03 m      |                 |
| 1967 | Giochi panamericani | Winnipeg          | Salto in lungo | Oro       | 8,29 m      |                 |
| 1968 | Giochi olimpici     | Città del Messico | Salto in lungo | Bronzo    | 8,16 m      |                 |